# フェルナンド・マリア・ムニョス

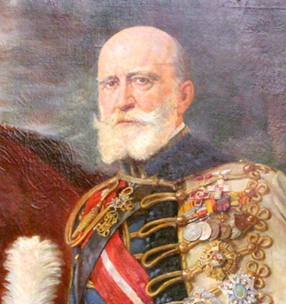
第2代リアンサレス公爵

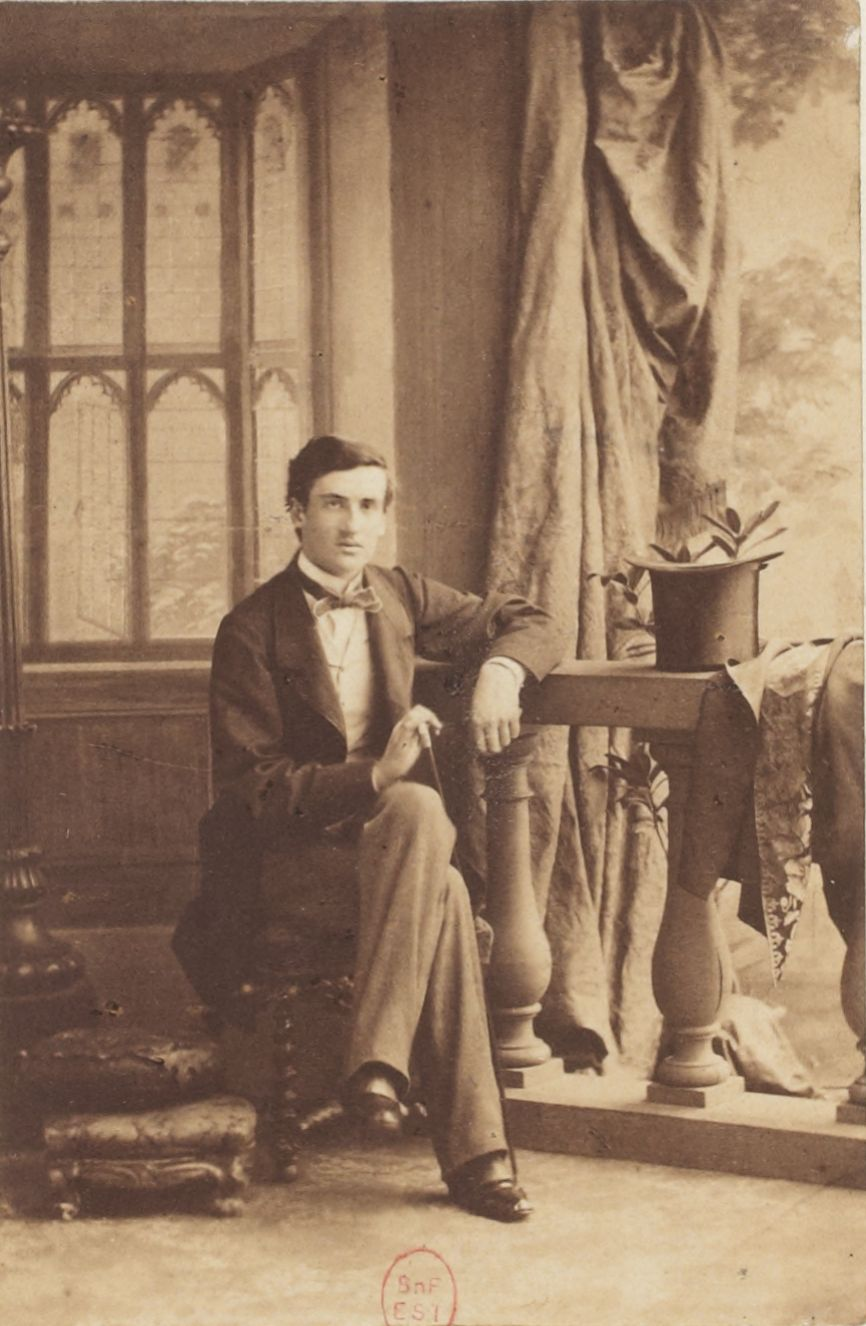
1860年頃の肖像写真

フェルナンド・マリア・ムニョス・イ・ボルボン（Fernando María Muñoz y Borbón, 1838年4月27日 マドリード - 1910年12月7日 ヒホン郊外ソミオ）は、スペインの貴族。第2代リアンサレス公爵。スペイン女王イサベル2世の異父弟。

## 生涯
イサベル女王の摂政・母后マリア・クリスティーナ王太后とその再婚相手アグスティン・フェルナンド・ムニョスの間に生まれた第4子・次男。両親の結婚は醜聞として取り沙汰され、1840年両親および同父母兄弟姉妹とともにフランスに亡命してマルメゾン城で暮らすが、1843年バルドメロ・エスパルテロ将軍の失脚により帰国することができた。
姉イサベル2世の計らいにより、1848年初代カーサ・ムニョス伯爵（I conde de Casa Muñoz）、1849年初代アルボラーダ子爵（I vizconde de la Alborada）に叙せられた。
1854年に再び母が失脚したためフランスに戻る。1855年兄アグスティンが18歳の若さで死去し、その後継者として第2代タランコン公爵（II duque de Tarancón grande de España）及びロストロジャーノ子爵（II vizconde de Rostrollano）を継承。さらに1873年父の死に伴い、リアンサレス公爵（II duque de Riánsares grande de España）、サン・アグスティン侯爵（II marqués de San Agustín）及びフランスのモンモロ公爵（II duque de Montmorot）を継承した。翌1874年、甥のアルフォンソ12世によるボルボン朝復古に伴い帰国、王よりグランデ特権を授けられた。
1861年9月11日、第7代カンポ・サグラド侯爵ホセ・マリア・ベルナルド・デ・キーロス・ジャネスの娘エラディア・ベルナルド・デ・キーロス・ゴンサレス・デ・シエンフエゴスと結婚、間に3男8女計11子をもうけた。

## 引用・脚注
1. 1 2 3 4  “Fernando María Muñoz y Borbón”. Diccionario biográfico español (スペイン語). Real Academia de la Historia. 2021年6月5日閲覧.
2. ↑  “El braguetazo de un guardia de corps” (スペイン語). La Nueva España (2010年1月19日). 2021年3月9日閲覧。
3. ↑  F. J. Zorrilla y González de Mendoza, 1971: Genealogía de la Casa de Borbón de España, Madrid, Editorial Nacional